# エドモンズ (ワシントン州)
エドモンズ（Edmonds）は、アメリカ合衆国ワシントン州スノホミッシュ郡の都市である。人口は4万2853人（2020年）。シアトルの北25キロメートルに位置している。

## 地理・気候
エドモンズはピュージェット湾に面している。座標は、北緯47度48分28.33秒、西経122度21分36.48秒。
アメリカ合衆国統計局によると、総面積47.8 km2 (18.4 mi2) である。このうち23.1 km2 (8.9 mi2) が陸地であり、24.7 km2 (9.5 mi2) (51.68%) が水地である。
- 山:
- 河川:
- その他:

## 人口
2000年国勢調査では、人口39,515人、16,904世帯、10,818家族が暮らしている。人口密度は1,714.3/km2 (4,437.6/mi2) である。759.5/km2 (1,966.2/mi2) の平均的な密度に17,508軒の住宅が建っている。この都市の人種的な構成は白人87.73%、アフリカン・アメリカン1.34%、ネイティブ・アメリカン0.80%、アジア5.56%、太平洋諸島系0.26%、その他の人種1.26%、混血3.05%である。この人口の3.32%はヒスパニックまたはラテン系である。
全世帯のうち、18歳未満の子供と同居している世帯が6.1%、夫婦のみの世帯が52.0%、未婚女性の世帯が8.7%であり、36.0%は家族を持たない。個人名義の世帯主が29.0%、そのうち65歳以上が10.1%である。世帯ごとの平均人数は2.32人、家族ごとの平均人数は2.85人である。
18歳未満の未成年が20.6%、18歳以上24歳以下が7.0%、25歳以上44歳以下が27.4%、45歳以上64歳以下が28.3%、65歳以上が16.6%、平均年齢は42歳である。女性100人に対して男性は89.8人である。18歳以上の女性100人に対して男性は86.3人である。
この都市の世帯ごとの平均的な収入は61,105 USドルであり、家族ごとの平均的な収入は85,206 USドルである。男性は46,226 USドルに対して女性は33,863 USドルの平均的な収入がある。この都市の一人当たりの収入 (per capita income) は39,792 USドルである。人口の2.6%及び家族の4.6%の収入は貧困線以下である。全人口のうち18歳未満の3.9%及び65歳以上の3.3%は貧困線以下の生活を送っている。

## 交通
エドモンズ駅ではサウンダー通勤鉄道の列車が利用できる。アムトラック・カスケーズとエンパイア・ビルダーも停車する。駅は海岸に立地しており、ワシントン州運営のフェリー乗り場が隣接している。

## 姉妹都市・提携都市
- 碧南市（日本愛知県）